# Дивион
Дивион (фр. Divion) насеље је и општина у североисточној Француској у региону Север-Па д Кале, у департману Па де Кале која припада префектури Béthune.
По подацима из 2011. године у општини је живело 6971 становника, а густина насељености је износила 636,04 становника/km². Општина се простире на површини од 10,96 km². Налази се на средњој надморској висини од 57 метара (максималној 138 m, а минималној 37 m).

## Демографија
| 1962. | 1968.  | 1975. | 1982. | 1990. | 1999. | 2011. |
| ----- | ------ | ----- | ----- | ----- | ----- | ----- |
| 9.514 | 10.407 | 8.588 | 8.125 | 7.642 | 7.150 | 6.971 |

График промене броја становника у току последњих година